# Synagoge (Lauterbourg)

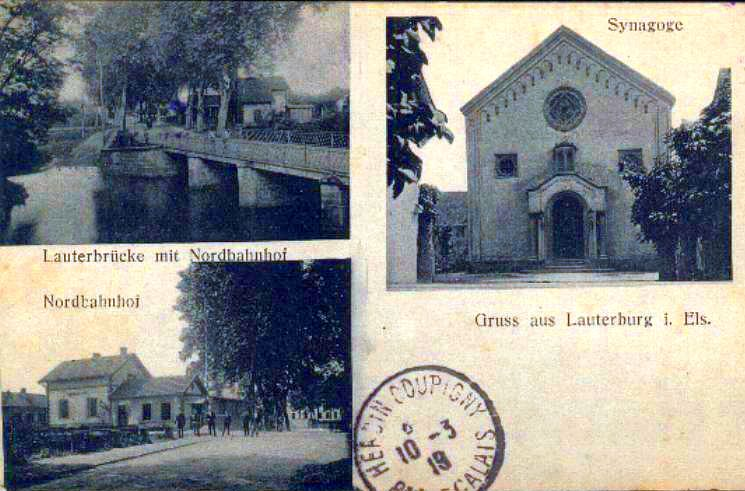
Ansichtskarte von Lauterbourg mit Synagoge (vor 1919)

Die Synagoge in Lauterbourg (deutsch Lauterburg), einer französischen Gemeinde im Département Bas-Rhin in der Region Grand Est, wurde 1852 errichtet. Die Synagoge, die nach Plänen des Germersheimer Architekten Flörchinger (der auch die evangelische Kirche in Steinweiler errichtete) erbaut worden war, befand sich in der Rue des Pêcheurs Nr. 1.
Als im Juni 1940 Lauterbourg von deutschen Truppen während des Zweiten Weltkriegs in Brand geschossen wurde, brannte auch die Synagoge völlig aus. Nach 1945 wurde die Synagogenruine abgebrochen.